# Ise Thomas
Ise Thomas (* 10. Januar 1960 in Bad Kreuznach) ist eine rheinland-pfälzische Politikerin (Bündnis 90/Die Grünen). Sie arbeitete bis 2011 als Geschäftsführerin der Projektentwicklungsgesellschaft des Landes Rheinland-Pfalz und ist seit Mai 2011 Leiterin der Zentralabteilung im rheinland-pfälzischen Ministerium für Familie, Frauen, Jugend, Integration und Verbraucherschutz.

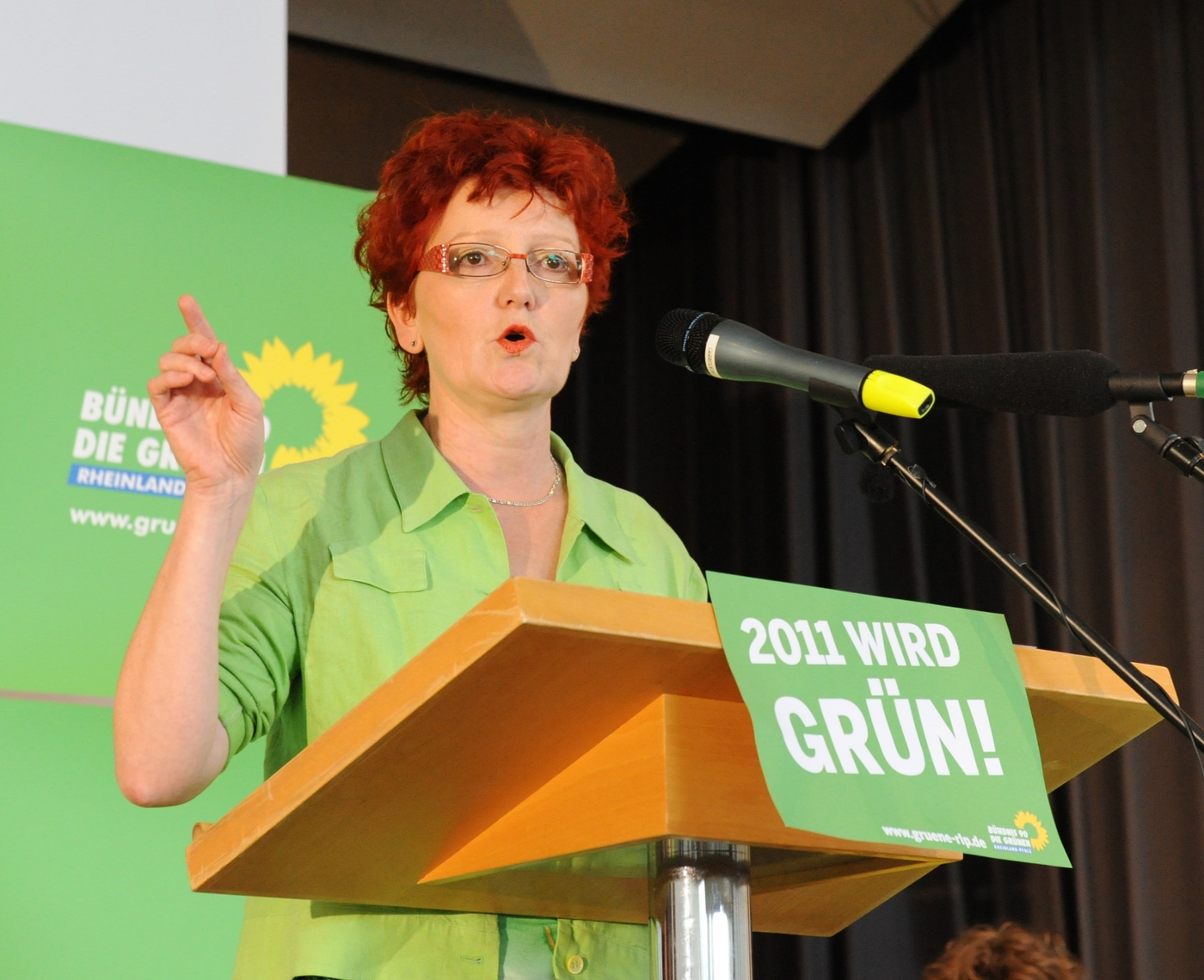
Ise Thomas

## Leben
Sie studierte Psychologie an der Johannes Gutenberg-Universität Mainz bis 1987. Von 1988 bis 1996 arbeitete Ise Thomas als Klinische Psychologin in der Landesnervenklinik Andernach. 1988 trat Ise Thomas den Grünen bei. Von 1990 bis 1994 war sie Vorstandssprecherin des Kreisverbands Mayen-Koblenz ihrer Partei, von 1994 bis 1996 Vorstandsmitglied der grünen kommunalpolitischen Vereinigung GARRP e. V. und gleichzeitig Fraktionssprecherin der Kreistagsfraktion Bündnis 90/Die Grünen Mayen-Koblenz. Von 1996 bis 2006 war sie Mitglied des rheinland-pfälzischen Landtags und Fraktionsvorsitzende ihrer Fraktion und zuständig für die Politikbereiche Finanzen und Wissenschaft. Unter ihrer Spitzenkandidatur verfehlten Bündnis 90/Die Grünen bei der Landtagswahl 2006 die Fünf-Prozent-Hürde. Ise Thomas wurde daraufhin Geschäftsführerin der Projektentwicklungsgesellschaft des Landes Rheinland-Pfalz, deren Gründung sie noch ein Jahr zuvor zu verhindern versucht hatte. Im Ministerium für Familie, Frauen, Jugend, Integration und Verbraucherschutz gehört das Personalreferat zu ihrer Leitungsverantwortung. Unter ihrer Leitung fanden mehrfach Beförderungsverfahren statt, gegen die im Anschluss vor Gericht geklagt wurde.   
Ise Thomas ist Mitglied bei ver.di, Berufsverband Deutscher Psychologinnen und Psychologen, Deutsche Gesellschaft für Soziale Psychiatrie (DGSP), PRO ASYL und Initiatorin einer Privatinitiative für Flüchtlinge (Frauen und Kinder) aus Bosnien.